# 10207 Comeniana
A 10207 Comeniana (ideiglenes jelöléssel 1997 QA) a Naprendszer kisbolygóövében található aszteroida. L. Kornoš és P. Kolény fedezte fel 1997. augusztus 16-án.